# حكومة ياسر عرفات الخامسة
حكومة ياسر عرفات الخامسة هي الحكومة الفلسطينية الخامسة، كانت برئاسة رئيس السلطة الوطنية الفلسطينية ياسر عرفات، واستمرت منذ 29 أكتوبر 2002 حتى 30 مارس 2003.

## تشكيلة الحكومة
ضمت تشكيلة حكومة ياسر عرفات الخامسة 20 وزارةً، و19 وزيرًا (من ضمنهم سيدة واحدة فقط).
أُعيد استحداث وزارة لشؤون الأسرى والمعتقلين، حيث أُلغيت ضمن حكومة ياسر عرفات الرابعة. كما تم إلغاء ثلاث وزارات هي: وزارة الشؤون المدنية، ووزارة الاتصالات، ووزارة الشباب والرياضة.
| ت  | الاسم                           | صورة | الحقيبة الوزارية                | الحزب              | ملاحظات                                                                                     |
| -- | ------------------------------- | ---- | ------------------------------- | ------------------ | ------------------------------------------------------------------------------------------- |
| 1  | ياسر عرفات                      |      | رئيس السلطة الوطنية الفلسطينية  | حركة فتح           | رئيس اللجنة التنفيذية لمنظمة التحرير الفلسطينية من الحكومة السابقة                          |
| 2  | هاني الحسن                      |      | وزير الداخلية                   | حركة فتح           |                                                                                             |
| 3  | نبيل علي رشيد شعث               |      | وزير التخطيط والتعاون الدولي    | حركة فتح           | عضو المجلس التشريعي الفلسطيني الأول عن دائرة خان يونس من الحكومة السابقة                    |
| 4  | صائب محمد صالح عريقات           |      | وزير الحكم المحلي               | حركة فتح           | عضو المجلس التشريعي الفلسطيني الأول عن دائرة أريحا من الحكومة السابقة                       |
| 5  | ماهر نشأت طاهر المصري           |      | وزير الاقتصاد والتجارة والصناعة | حركة فتح           | عضو المجلس التشريعي الفلسطيني الأول عن دائرة نابلس من الحكومة السابقة                       |
| 6  | عزام نجيب مصطفى الأحمد          |      | وزير الأشغال العامة والإسكان    | حركة فتح           | عضو المجلس التشريعي الفلسطيني الأول عن دائرة جنين من الحكومة السابقة                        |
| 7  | انتصار مصطفى محمود الوزير       |      | وزيرة الشؤون الاجتماعية         | حركة فتح           | عضو المجلس التشريعي الفلسطيني الأول عن دائرة غزة من الحكومة السابقة                         |
| 8  | متري طناس جريس أبوعيطة          |      | وزير المواصلات                  | حركة فتح           | عضو المجلس التشريعي الفلسطيني الأول عن دائرة بيت لحم من الحكومة السابقة                     |
| 9  | رفيق شاكر درويش النتشة          |      | وزير الزراعة                    | حركة فتح           | عضو المجلس التشريعي الفلسطيني الأول عن دائرة الخليل من الحكومة السابقة                      |
| 10 | عبد الرحمن توفيق عبد الهادي حمد |      | وزير الطاقة والموارد الطبيعية   | حركة فتح           | عضو المجلس التشريعي الفلسطيني الأول عن دائرة شمال غزة من الحكومة السابقة                    |
| 11 | زهير الصوراني                   |      | وزير العدل                      | حركة فتح           |                                                                                             |
| 12 | هشام علي حسن عبد الرازق         |      | وزير لشؤون الأسرى والمعتقلين    | حركة فتح           | عضو المجلس التشريعي الفلسطيني الأول عن دائرة شمال غزة عضو سابق في حكومة ياسر عرفات الثالثة  |
| 13 | عبد العزيز علي عبد العزيز شاهين |      | وزير التموين                    | حركة فتح           | عضو المجلس التشريعي الفلسطيني الأول عن دائرة رفح من الحكومة السابقة                         |
| 14 | أحمد العبد محمد الشيبي          |      | وزير الصحة                      | حركة فتح           | عضو المجلس التشريعي الفلسطيني الأول عن دائرة خان يونس                                       |
| 15 | ياسر عبد ربه                    |      | وزير الثقافة والإعلام           | حزب فدا            | عضو اللجنة التنفيذية لمنظمة التحرير الفلسطينية من الحكومة السابقة                           |
| 16 | غسان الخطيب                     |      | وزير العمل                      | حزب الشعب          | من الحكومة السابقة                                                                          |
| 17 | سمير غوشة                       |      | وزير لبيت الشرق في القدس        | جبهة النضال الشعبي | عضو اللجنة التنفيذية لمنظمة التحرير الفلسطينية عضو سابق في حكومة ياسر عرفات الأولى والثانية |
| 18 | سلام فياض                       |      | وزير المالية                    | مستقل              | من الحكومة السابقة                                                                          |
| 19 | نبيل قسيس                       |      | وزير السياحة والآثار            | مستقل              | من الحكومة السابقة                                                                          |
| 20 | نعيم أبو الحمص                  |      | وزير التربية والتعليم           | مستقل              | من الحكومة السابقة                                                                          |
| –  | أحمد عبد الرحمن                 |      | أمين عام مجلس الوزراء           | حركة فتح           | من الحكومة السابقة                                                                          |

## وصلات خارجية
- موقع مجلس الوزراء